# باغ سایه‌ای

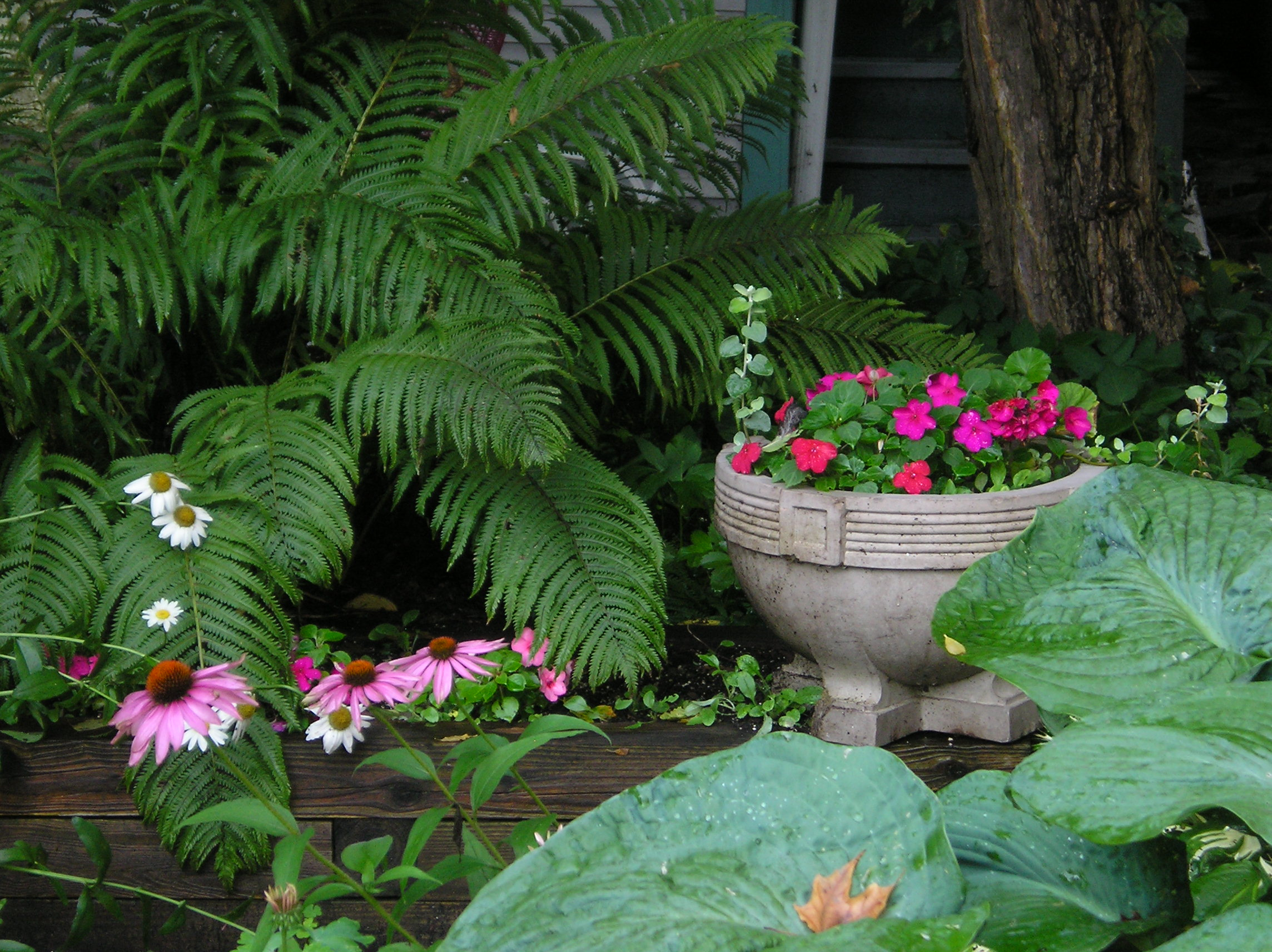
سرخس‌ها و گل‌های کوچک از گیاهان باغی در سایه رایج هستند

باغ سایه‌ای یا باغ‌های سایه‌دار (به انگلیسی: Shade garden)، نوعی باغ هستند که در مناطقی با نور کم مستقیم از خورشید با بدون نور کاشته و رشد می‌کنند. باغ‌های سایه‌ای ممکن است به‌طور طبیعی یا با طراحی در زیر درختان و همچنین در کنار ساختمان‌ها یا حصارها ایجاد شوند. این سبک باغ چالش‌های خاصی را به همراه دارد، تا حدی به این دلیل که تنها گیاهان خاصی توانایی رشد در شرایط سایه‌دار را دارند و در غیر این صورت، رقابت مستقیم برای نور خورشید وجود دارد. تعداد بسیار کمی از گیاهان خوراکی در شرایط سایه به خوبی رشد می‌کنند، بنابراین باغ‌های سایه معمولاً باغ‌های زینتی هستند، اگرچه رشد گل‌ها در سایه نیز ممکن است دشوار باشد. سایه‌روشن، که همچنین به عنوان «نور کم خورشید» شناخته می‌شود، ممکن است گیاهان در حال رشد یا برخی از سبزیجات برگی را حمایت کند، اما علاوه بر کمبود نور، درختان و دیگر گیاهان بزرگ که باغچه‌های سایه ایجاد می‌کنند ممکن است بر حاصلخیزی خاک تأثیر منفی بگذارند.